# Francis Polkinghorne Pascoe
Francis Polkinghorne Pascoe (Penzance, 1 september 1813 - Brighton, 20 juni 1893) was een Brits entomoloog.
Pascoe werd geboren in Penzance, Cornwall en opgeleid in het St. Bartholomew's Hospital in Londen.
Hij werd chirurg en diende bij de marine en was gestationeerd in Australië, West-Indië en het Middellandse Zeegebied. Toen zijn vrouw, Mary Glasson, stierf in 1851, vestigde hij zich in Londen om zich volledig te wijden aan de natuurlijke historie en entomologie in het bijzonder. De kwaliteit, van de op zijn reizen naar Europa, Noord-Afrika en het Amazonegebied verzamelde insecten, was slecht en Pascoe heeft voornamelijk gewerkt aan insecten die door anderen waren verzameld. Hij beschreef onder andere insecten die hij kreeg van ijverige verzamelaars zoals Alfred Russel Wallace en Robert Templeton. Hij was gespecialiseerd in kevers (Coleoptera).
Hij werd Fellow van de Entomological Society in Londen in 1854 en was voorzitter van 1864 tot 1865. Hij was ook lid van de Société Entomologique de France en de Belgische en Stettin vereniging. Hij werd ook tot Fellow van de Linnean Society verkozen in 1852.
Zijn insectencollectie bestaat uit ongeveer 2.500 soorten en wordt bewaard in het Natural History Museum in Londen. 

## Enkele werken
- 1858 On new genera and species of longicorn Coleoptera. Part III. Trans. Entomol. Soc. London, (2)4:236-266.
- 1859 On some new genera and species of longicorn Coleoptera. Part IV. Trans.Entomol. Soc. London, (2)5:12-61.
- 1860 Notices of new or little-known genera and species of Coleoptera. J.Entomol., 1(1):36-64.
- 1860 Notices of new or little-known genera and species of Coleoptera, pt.II. J. Entomol., 1(2):98-131.
- 1862 Notices of new or little-known genera and species of Coleoptera. J.Entomol., 1:319-370.
- 1864-1869 Longicornia Malayana; or a descriptive catalogue of the species of the three longicorn families Lamiidae, Cerambycidae and Prionidae collected by Mr. A. R. Wallace in the Malay Archipelago. Trans.Entomol. Soc. London, (3)3:17-12.
- 1866 List of the Longicornia collected by the late Mr. P. Bouchard, at Santa Marta. Trans. Entomol. Soc. London, 5(3):279-296.
- 1867 Diagnostic characters of some new genera and species of Prionidae. Ann. Mag. Nat. Hist., (3)19:410-413.
- 1875 Notes on Coleoptera, with descriptions of new genera and species. Part III. Ann. Mag. Nat. Hist., (4)15:59-73.

- International Standard Name Identifier: 0000 0000 6397 8410
- Library of Congress Control Number: no2008110326
- Nationale bibliotheek van Australië: 36174178
- SNAC: w6rz6skq
- Système universitaire de documentation: 190788607
- Trove: 617199
- Virtual International Authority File: 21960125
- WorldCat: E39PBJtMtYjQxtvWd9Ytpc7T73